# Sund
Sund (duń. Øresund [ˈøːɐsɔnˀ], szw. Öresund [œrəˈsɵnːd]) – cieśnina na Morzu Bałtyckim, należąca do Cieśnin Duńskich, oddzielająca Zelandię (Dania) na zachodzie od Skanii (Szwecja) na wschodzie. Łączy Morze Bałtyckie z cieśniną Kattegat i dalej przez Skagerrak z Morzem Północnym.

## Charakterystyka
- długość: ok. 118 km
- szerokość: od 4,4 do 49 km
- zasolenie: od 10 do 16‰
- głębokość maksymalna 38 m
- największe wyspy: Amager, Saltholm, Ven i Peberholm (sztuczna wyspa)
- zatoki: największa Køge, u wybrzeży Zelandii
- prąd morski: przewaga prądu powierzchniowego od Morza Bałtyckiego
- porty:
  - duńskie: Helsingør, Køge i Kopenhaga
  - szwedzkie: Helsingborg, Landskrona i Malmö

Jeszcze przed budową połączenia drogowego przez Sund wiodła najbardziej uczęszczana, naturalna droga morska Bałtyku. Od 1 lipca 2000 nad cieśniną przebiega most Kopenhaga – Malmö (jedyny most nad cieśniną), łączący Zelandię ze Skanią.

## Nazwa
Utrwalona w języku polskim nazwa cieśniny – Sund – jest mało konkretna, gdyż słowo sund jest w językach skandynawskich rzeczownikiem pospolitym oznaczającym po prostu cieśninę. Nazwa tej konkretnej cieśniny utworzona jest przez zespolenie słów øre/öre i sund. Według niektórych polskich źródeł nazwa ta oznacza "cieśninę bogactwa", gdyż øre to moneta (1/100 korony duńskiej lub korony szwedzkiej). Inne publikacje sugerują nazwę "cieśnina Ucho" (jednym ze znaczeń duńskiego słowa øre jest ucho). Duński słownik etymologiczny podaje jednak bardziej prozaiczne źródło nazwy: ør, øre to "brzeg żwirowej plaży", Øresund to więc "cieśnina ze żwirowymi plażami".